# Porden Islands
Porden Islands är öar i Kanada.   De ligger i territoriet Nunavut, i den centrala delen av landet, 3 200 km nordväst om huvudstaden Ottawa. Arean är 8,1 kvadratkilometer.
Terrängen på Porden Islands är platt. Öns högsta punkt är 49 meter över havet. Den sträcker sig 6,3 kilometer i nord-sydlig riktning, och 2,8 kilometer i öst-västlig riktning.